# Ondrej Danko
Ondrej Danko (1971. június 2. –) egykori szlovák válogatott labdarúgó.

## Mérkőzései a szlovák válogatottban
| #  | Dátum             | Ellenfél                | Eredmény | Kiírás              | Esemény |
| -- | ----------------- | ----------------------- | -------- | ------------------- | ------- |
| 1. | 1994. február 2.  | Egyesült Arab Emírségek | 1 – 0    | barátságos mérkőzés |         |
| 2. | 1994. február 6.  | Marokkó                 | 1 – 2    | barátságos mérkőzés |         |
| 3. | 1994. március 30. | Málta                   | 2 – 1    | barátságos mérkőzés | 58'     |